# Gliese 1005
Gliese 1005 (GJ 1005) é um sistema estelar binário composto por duas estrelas anãs vermelhas, localizado na constelação de Cetus, a 19,58 anos-luz da Terra. O objeto principal é uma estrela de classe M4v, enquanto que o secundário é uma estrela de classe M7v.